# Jippo
Jippo är en finländsk fotbollsklubb från Joensuu, Norra Karelen. Klubben grundades 2001 efter en fusion av JiiPee och Ratanat. Mellan 2002 och 2005 spelade Jippo i Tvåans östra gruppen. Efter 2005 avancerade Jippo till Ettan.